# سفارت فلسطین در تهران
سفارت دولت فلسطین در ایران (عربی: سفارة دولة فلسطین لدی إیران) نمایندگی دیپلماتیک فلسطین در ایران است که در خیابان فلسطین تهران واقع شده است. این نمایندگی، ابتدا توسط سازمان آزادی‌بخش فلسطین و در حال حاضر، توسط دولت فلسطین اداره می‌شود.

## تاریخچه
از سال ۱۹۴۸ تا ۱۹۷۹، این نمایندگی دیپلماتیک به عنوان نمایندگی سیاسی اسرائیل در تهران (عبری: שגרירות מדינת ישראל טהראן‎) شناخته می‌شد. زمانی که ایران و اسرائیل، تا انقلاب ۱۳۵۷، روابط دیپلماتیک داشتند.
سازمان آزادی‌بخش فلسطین، از انقلاب ۱۳۵۷ حمایت کرد و چند روز پس از انقلاب، یاسر عرفات، رئیس ساف، هیئتی فلسطینی را به ایران فرستاد. نمایندگان فلسطینی، مورد استقبال عمومی قرار گرفتند و به‌طور نمادین، کلید سفارت سابق اسرائیل در تهران را که بعداً به سفارت فلسطین تبدیل شد، به آنها تحویل دادند. هانی الحسن، از چهره‌های کلیدی دیپلماتیک سازمان آزادی‌بخش فلسطین، به عنوان نخستین سفیر فلسطین در ایران منصوب شد.

## فهرست سفیرها
| شماره | نام        | آغاز کار | پایان کار | منبع و توضیحات  |
| ----- | ---------- | -------- | --------- | --------------- |
| ۱     | هانی الحسن | ۱۹۷۹     | ۱۹۸۱      | [ ۵ ]           |
| ۲     | صلاح زواوی | ۱۹۸۱     | ۲۰۲۲      | [ ۶ ]           |
| ۳     | سلام زواوی | ۲۰۲۲     | متصدی     | دختر صلاح زواوی |